# Moore (Texas)
Pour les articles homonymes, voir Moore.
Moore est une census-designated place située dans le comté de Frio, dans l’État du Texas, aux États-Unis. Sa population s’élevait à 475 habitants lors du recensement de 2010.